# ウィルフリッド・ハイド＝ホワイト
ウィルフリッド・ハイド＝ホワイト（Wilfrid Hyde-White, 1903年5月12日 - 1991年5月6日）は、イギリスの俳優。

## 来歴
グロスターシャーのボートン＝オン＝ザ＝ウォーター出身。父はブロスター司教座聖堂参事会員。マールボロー・カレッジを卒業後は、王立演劇学校で舞台技術を学び、1922年に『Isle of Wight』で初舞台を踏む。1934年に『Josser on the Farm』で映画デビュー。以降はイギリス映画を中心に貴重なバイプレイヤーとして活躍、英国紳士然とした風貌で、茶目っ気のある老人（『マイ・フェア・レディ』のピカリング大佐など）から偽善的で一癖も二癖もある人物（刑事コロンボ『ロンドンの傘』の執事役など）まで善悪問わず演じ、人気を博す。1970年代からアメリカでの仕事も増え、テレビシリーズ『バック・ロジャース』にも出演。
ブロードウェイやウエスト・エンドの舞台にも立ち、トニー賞に2度ノミネートされている。

## 私生活
結婚歴は2度。最初の妻とは1927年に結婚したが、1948年に死別。その後、1957年に再婚。最初の妻との間に1人、2人目の妻との間に2人の子供をもうけた。息子のアレックスは俳優になった。
実生活ではロールス・ロイスを所有し、さらに競走馬のオーナーになったため出費が膨らみついに1979年に破産宣告を受けたが競走馬を手放すことで立ち直ることに成功し映画・テレビや舞台への出演を続けた。
1983年のファニー・ヒルが最後の出演作でその後数年間寝たきり状態になり、1991年に心不全で亡くなった。

## 主な出演作品
- カラナグ - Elephant Boy (1937)
- 暁の決闘 - Meet Me at Dawn (1947)
- 第三の男 - The Third Man (1949)
- 黄金の龍 - Golden Salamander (1950)
- 水爆持逃げ道中 - Top Secret (1952)
- 文化果つるところ - Outcast of the Islands (1952)
- ジャングルの決闘 - Duel in the Jungle (1954)
- 春風と百万紙幣 - Man with a Million (1954)
- 叛逆者 - Betrayed (1954)
- ターザンと消えた探検隊 - Tarzan and the Lost Safari (1957)
- 北西戦線 - North West Frontier (1959)
- 恋をしましょう - Let's Make Love (1960)
- 泥棒株式会社 - Two-Way Stretch (1960)
- ダニー・ケイの替え玉作戦 - On the Double (1961)
- 難破船 - In Search of the Castaways (1962)
- ミステリー・ゾーン<霧に消えた船> (1963)
- マイ・フェア・レディ - My Fair Lady (1964)
- 姿なき殺人者 - Ten Little Indians (1965)
- 殺しのエージェント - The Liquidator (1965)
- 恐怖の蝋人形 - Chamber of Horrors (1966)
- スパイ大作戦<イメージをだぶらせろ> (1967)
- 野良犬の罠 - P.J. (1968)
- マジック・クリスチャン - The Magic Christian (1969)
- 刑事コロンボ Columbo
  - ロンドンの傘 Dagger of the Mind (1972)
  - さらば提督 Last Salute to the Commodore (1976)
- ザナドゥ - Xanadu (1980)
- おもちゃがくれた愛 - The Toy (1982)
- ファニー・ヒル - Fanny Hill (1983)